# Andes spinosus
Andes spinosus är en insektsart som beskrevs av Frederick Arthur Godfrey Muir 1925. Andes spinosus ingår i släktet Andes och familjen kilstritar. Inga underarter finns listade i Catalogue of Life.